# エン・ジャパン
エン・ジャパン株式会社（英: en Japan Inc.）は、東京都新宿区に本社を置き、求人情報メディア・人材紹介サービス等の運営を行っている日本の企業。

## 沿革
出典：
- 1995年7月 - 「株式会社日本ブレーンセンター デジタルメディア事業部」として総合転職情報サイト［縁］エンプロイメントネットの運用開始する。
- 2000年
  - 1月 - 株式会社日本ブレーンセンターのデジタルメディア事業部より分離・独立し、「エン・ジャパン株式会社」を設立する。
  - 2月 - 「[en]転職コンサルタント」仮運用開始。
- 2001年6月 - ナスダック・ジャパン（現ヘラクレス）市場に上場。
- 2010年8月 - ウォールストリートアソシエイツ株式会社（現社名：エンワールド・ジャパン株式会社）を連結子会社化する。
- 2013年4月 - ベトナム最大の求人サイト及び人材紹介を手掛ける「Navigos Group」を子会社化する。
- 2014年6月 - インドの人材紹介会社 「New Era India Consultancy」を子会社化
- 2016年8月 - 完全無料の採用支援ツール「engage（エンゲージ）」をリリース
- 2017年
  - 4月 - 20代ハイクラスのための転職サイト「AMBI」オープン
  - 12月 - 社員の離職リスク可視化ツール「HR OnBoard（オンボード）」をリリース
- 2018年6月 - 東京証券取引所 市場第一部へ市場変更
- 2019年3月 - インドのIT人材派遣「Future Focus Infotech」を子会社化
- 2020年10月 - リファレンスチェックサービス「ASHIATO」を提供開始
- 2021年
  - 3月 - 社員・アルバイト向け求人サイト「エンゲージ」をオープン
  - 8月 - 営業変革・業績向上支援サービス「エンSX」を提供開始
- 2025年10月 - 社名を「エン」に変更予定[3]。

## 主なサービス
出典：

### 個人向けサービス
- エン転職（総合転職サイト）
- ミドルの転職（ミドル層向け転職サイト）
- AMBI（若手ハイキャリア向け転職サイト）
- フリーランススタート（フリーランスエンジニア向け案件検索サイト）
- エン エージェント（人材紹介サービス）
- エンゲージ（総合求人サイト）
- iroots（新卒学生向けスカウトサイト）
- エン派遣（派遣のお仕事探しサイト）
- エンバイト（アルバイト情報サイト）
- エン カイシャの評判（企業口コミサイト）
- キャリアハック（テック業界向けメディア）

### 法人向けサービス
- engage（採用支援ツール）
- Talent Viewer（タレントマネジメントシステム）
- HR OnBoard（入社者の離職リスク可視化ツール）
- エンカレッジ（eラーニングシステム）
- TALENT ANALYTICS（オンライン適性テスト）
- Hirehub（採用管理システム）
- Video Interview（ビデオ面接プラットフォーム）
- ASHIATO（リファレンスチェックサービス）
- 人事のミカタ（人事向け情報サイト）

## グループ企業
出典：
- エンワールド・ジャパン
- エンSX
- インサイトテック
- ゼクウ
- エン婚活エージェント
- Navigos Group Joint Stock Company
- Future Focus Infotech Pvt.Ltd.
- New Era India Consultancy Pvt. Ltd.